# Кольядо-де-Контрерас
Кольядо-де-Контрерас (ісп. Collado de Contreras) — муніципалітет в Іспанії, у складі автономної спільноти Кастилія-і-Леон, у провінції Авіла. Населення — 215 осіб (2010).
Муніципалітет розташований на відстані близько 120 км на північний захід від Мадрида, 31 км на північний захід від Авіли.

## Демографія
Динаміка населення (INE ):